# نورالدین درویش
نورالدین درویش (انگلیسی: Noureddine Drioueche؛ زادهٔ ۲۷ اکتبر ۱۹۷۳) بازیکن فوتبال اهل الجزایر بود.
از باشگاه‌هایی که در آن بازی کرده‌است می‌توان به باشگاه ورزشی العربی قطر، باشگاه فوتبال القبائل، و باشگاه فوتبال اتحاد الحراش اشاره کرد.
وی همچنین در تیم ملی فوتبال الجزایر بازی کرده‌است.